# ФК „Надежда“ (Доброславци)
ФК „Надежда“ е футболен клуб от Доброславци, област София.
Създаден е и функционира през XX век, но е закрит. Възроден е отново през 2002 г. и се състезава в окръжното първенство до 2018 г., когато се класира за Трета лига. Има и детско-юношеска школа.
Прес есента на 2020 г., Доброславци достигат 1/16 финала за Купата на България за пръв път в историята си като на 1/32 финала отстраняват втородивизионния Миньор (Перник).